# Aalsmeer
Aalsmeer  è una municipalità dei Paesi Bassi di 31.284 abitanti situata nella provincia dell'Olanda Settentrionale a circa 15 chilometri a Sud-Ovest da Amsterdam.

## Monumenti e luoghi d'interesse
Nella città si trova la Aalsmeer House, opera degli architetti Bernard Bijvoet e Johannes Duiker, oltre a una chiesa luterana tardogotica risalente alla metà del XVI secolo.

## Economia
Le attività prevalenti sono la floricoltura, è sede del più grande mercato di fiori al mondo la Bloemenveiling Aalsmeer facente ora parte del circuito Flora Holland, e la pesca.